# El Capo (serie de televisión)
El Capo es una serie de televisión colombiana escrita por Gustavo Bolívar, producida por Fox Telecolombia para RCN Televisión y MundoFox en el 2009. Está protagonizada por Marlon Moreno, María Adelaida Puerta, Katherine Vélez y Marcela Mar. La historia se habría convertido en toda una pasión para su escritor Gustavo Bolívar.  La escribió en primera persona, contando además con una larga investigación, incluyendo el contacto directo con distintos narcotraficantes en las cárceles.
Paramount+ anunció inicio de rodaje de la cuarta temporada producida por los estudios TIS.

## Sinopsis
La historia cuenta la vida de Pedro Pablo León Jaramillo, un gran capo de la mafia del narcotráfico. Relata cómo asciende desde los barrios más humildes de Colombia hasta las negras cumbres del mundo criminal.
El personaje central no es en realidad ningún capo en particular, sino una mezcla de las principales líneas de los capos más conocidos de la historia de los carteles de Colombia; en si es un capo ficticio. Las grandes líneas de la historia son: la caza y captura del Capo, su detención en una cárcel en la que cuenta con todos los medios para seguir delinquiendo desde ella y para preparar su fuga, su supuesta muerte primero y su acribillamiento finalmente.
Alrededor de Pedro Pablo León Jaramillo gira toda una galaxia de familiares, amigos, enemigos y cómplices, que muestran cómo todos terminan pagando de diversas maneras las consecuencias del contacto con el narcotráfico; que con sus tentáculos se infiltra en todas las capas de la sociedad y en todas las instituciones del poder ejecutivo, judicial, legislativo, militar, político, periodístico y narcótico, etcétera.

## Elenco principal

### Reparto principal
| Interpretado por      | Personaje                                          | Temporada     | Temporada     | Temporada     |
| Interpretado por      | Personaje                                          | 1             | 2             | 3             |
| Protagonistas         | Protagonistas                                      | Protagonistas | Protagonistas | Protagonistas |
| --------------------- | -------------------------------------------------- | ------------- | ------------- | ------------- |
| Marlon Moreno         | Pedro Pablo León Jaramillo "El Capo"               | Principal     | Principal     | Principal     |
| Katherine Vélez       | Isabel Cristina Marín                              | Principal     | Principal     | Principal     |
| María Adelaida Puerta | Pilar Monrroy "La Perrys" (2T (Q.E.P.D))           | Principal     | Principal     | Flashback     |
| Óscar Borda           | Osvaldo Tovar "Tato"                               | Principal     | Principal     | Principal     |
| Juan Carlos Vargas    | Detective Diego Velandia                           | Recurrente    | Principal     | Principal     |
| Natalia Jerez         | Juliana León Marín alias "Julieta Harttman Cediel" | Recurrente    | Principal     | Principal     |
| Marcela Mar           | Marcela Liévano                                    | Principal     |               |               |
| Héctor García         | Aristóbulo Vanegas (Q.E.P.D)                       | Principal     | Flashback     |               |
| Manuel Sarmiento      | Chemo (Q.E.P.D)                                    | Principal     |               |               |
| Elkin Díaz            | Hernán León Jaramillo "Nancho" (Q.E.P.D)           | Principal     | FlashBack     |               |
| Daniel Lugo           | Pacífico Blanco                                    |               | Principal     | Recurrente    |
| Cristina Umaña        | Bruna                                              |               | Principal     | Principal     |
| Roberto Cano          | Daniel Parra "el Burro"                            |               | Principal     |               |
| Carolina Ramírez      | María Alejandra Parra                              |               | Principal     |               |
| Manuel Navarro        | Jacob Bauman                                       |               |               | Principal     |
| Juan Alfonso Baptista | Gabriel Aldana "Pitre"                             |               |               | Principal     |
| Michelle Manterola    | Kiara                                              |               |               | Principal     |
| Alfonso Herrera       | Juan Vicente Blanco "Niño Malo"                    |               |               | Principal     |

### Elenco secundario
| Actor                   | Personaje                                                                      | Temporada  | Temporada  | Temporada  |
| Actor                   | Personaje                                                                      | 1          | 2          | 3          |
| ----------------------- | ------------------------------------------------------------------------------ | ---------- | ---------- | ---------- |
| Felipe Calero           | Felipe Holguín (Esposo de Juliana) (Q.E.P.D)                                   | Recurrente |            |            |
| Florina Lemaitre        | Ofelia de Holguín                                                              | Recurrente |            |            |
| Diego Trujillo          | Guillermo Holguín                                                              | Recurrente |            |            |
| Juan Sebastián Calero   | Fiscal Armando Grisales (Q.E.P.D)                                              | Recurrente |            |            |
| Alejandro López         | Eliécer Manchola (Q.E.P.D)                                                     | Recurrente |            |            |
| Herbert King            | General Gaviria                                                                | Recurrente |            |            |
| Guillermo Olarte        | General Moncada (Q.E.P.D)                                                      | Recurrente |            |            |
| Constanza Camelo        | Valentina Noriega (Q.E.P.D)                                                    | Recurrente |            |            |
| Manuel José Chaves      | Juan Pablo León Marín alias "Juan Carlos Harttman Cediel" (Q.E.P.D)            | Recurrente |            |            |
| María Cristina Pimiento | Alejandra Pineda (Novia de Juan Pablo)                                         | Recurrente |            |            |
| Hernán Méndez           | Coronel y Director de Inteligencia Ismael Concha (Q.E.P.D)                     | Recurrente |            |            |
| Estefanía Gómez         | Luz Dary Sánchez (Q.E.P.D)                                                     | Recurrente |            |            |
| Rafael Henríquez        | General Moreno                                                                 | Recurrente |            |            |
| Javier Botero           | Fabian León Montero                                                            | Recurrente |            |            |
| Laura Torres            | Diana León Montero                                                             | Recurrente |            |            |
| Esmeralda Pinzón        | Rosa - (Vendedora de Materiales de la Cárcel de Mujeres - Prima de una Guarda) | Recurrente |            |            |
| Tommy Vásquez           | Antonio del Portillo alias "Umaña" (Q.E.P.D)                                   | Recurrente |            |            |
| María Lara (Colombiana) | Laura Montero                                                                  | Recurrente | Recurrente |            |
| Brian Moreno            | Pedro Pablo León Jaramillo "el Capo" (Joven)                                   | Recurrente | Recurrente |            |
| Gerardo Calero          | Presidente de la República Fernando Rodríguez                                  | Recurrente | Recurrente |            |
| Erika Vélez             | Agente Priscila (2T (Q.E.P.D))                                                 | Recurrente | Recurrente |            |
| Alfredo Ahnert          | Alejandro Galindez "Moti"                                                      |            | Recurrente |            |
| Salvador del Solar      | Rubén Catro                                                                    |            | Recurrente |            |
| Laura Londoño           | Nicole Catro                                                                   |            | Recurrente |            |
| Tuto Patiño             | Yupi                                                                           |            | Recurrente |            |
| Kenny Delgado           | Gonzalo                                                                        |            | Recurrente |            |
| Bárbaro Morín           | Padre Uriel Balanta                                                            |            | Recurrente |            |
| Juan Pablo Urrego       | Juan Camilo                                                                    |            | Recurrente |            |
| Ilja Rosendahl          | Fiscal del estado EE. UU                                                       |            | Recurrente |            |
| Maia Landaburu          | Marly Ochoa                                                                    |            |            | Recurrente |
| Didier Van Der Hove     | Pavel Asimov                                                                   |            |            | Recurrente |
| Martha Isabel Bolaños   | Irma                                                                           |            |            | Recurrente |
| Marcelo Dos Santos      | William Bianchini "Terry"                                                      |            |            | Recurrente |

## Éxito nacional e internacional
El final del Capo en Telefutura, cadena que emite la serie para los Estados Unidos, fue todo un éxito rompiendo récords de audiencia. El capítulo final tuvo un récord de 2 millones de espectadores, superando ampliamente a su enfrentado de Telemundo, A Corazón Abierto, el cual tuvo una audiencia de apenas 235,000 personas.
En su capítulo de estreno de la segunda temporada obtuvo un índice de audiencia de 17.9 puntos en personas y 47,4% de porcentaje de audiencia, siendo el segundo programa más visto del día en Colombia después de "Protagonistas de Nuestra Tele", además superando ampliamente a sus rivales de Caracol, ¿Dónde carajos está Umaña?, que marcó 23 en hogares y 8.6 puntos en personas, y Escobar, el patrón del mal, que marcó 31.1 en hogares y 12.7 puntos en personas. El capítulo final obtuvo 36 puntos en hogares, 14.1 puntos de índice de audiencia y 37% de porcentaje de audiencia,  finalizando con un promedio de 30.2 en hogares y 11.9 puntos en personas,  convirtiéndose así en una de las "narco series" más populares en la historia de Colombia.
En Venezuela se estrenó por Televen. Por órdenes de CONATEL la serie dejó de transmitirse por su alto contenido de violencia y temática de narcotráfico. El 11 de junio de 2012 vuelve a estrenarse en Venezuela pero ahora en la señal por cable Venevisión Plus a las 8 p. m. con el nombre de "Círculo de Traición".

## Temporadas
| Temporada | Temporada | Episodios | Episodios | Emisión original         | Emisión original      |
| Temporada | Temporada | Episodios | Episodios | Primera emisión          | Última emisión        |
| --------- | --------- | --------- | --------- | ------------------------ | --------------------- |
|           | 1         | 90        | 90        | 24 de agosto de 2009     | 24 de febrero de 2010 |
|           | 2         | 76        | 76        | 17 de septiembre de 2012 | 21 de enero de 2013   |
|           | 3         | 60        | 60        | 14 de julio de 2014      | 17 de octubre de 2014 |

## Otras versiones
En 2016 se confirma que se realiza una nueva versión de esta telenovela en lo cual el protagonista es Mauricio Islas. Esta telenovela también se llamaría "El Capo", sin embargo se decidió a cambiar de nombre a "Perseguidos". Se estrenó el lunes 7 de noviembre por Imagen Televisión aunque se iba a estrenarse el 31 de octubre. La telenovela es la segunda producción del canal que se realiza ya que inició transmisiones el 17 de octubre.

## Premios y nominaciones

### Premios TVyNovelas
| Año  | Categoría                                | Nominado                           | Resultado |
| ---- | ---------------------------------------- | ---------------------------------- | --------- |
| 2010 | Mejor serie                              | El Capo                            | Ganadora  |
| 2010 | Mejor actriz protagónica favorita        | Katherine Vélez                    | Nominada  |
| 2010 | Mejor actor protagónico favorito         | Marlon Moreno                      | Ganador   |
| 2010 | Mejor actriz antagónica favorita         | María Adelaida Puerta              | Ganadora  |
| 2010 | Mejor actor antagónico favorito          | Elkin Díaz                         | Ganador   |
| 2010 | Mejor actor de reparto favorito          | Oscar Borda                        | Ganador   |
| 2010 | Mejor banda sonora/Tema musical favorito | Camilo Vega                        | Nominada  |
| 2010 | Director favorito                        | Ricardo Gabrielli y Lilo Vilaplana | Ganadores |
| 2010 | Libretista favorito                      | Gustavo Bolívar                    | Ganador   |

### Premios India Catalina
| Año  | Categoría                                           | Nominado                           | Resultado |
| ---- | --------------------------------------------------- | ---------------------------------- | --------- |
| 2010 | Mejor serie                                         | El Capo                            | Ganadora  |
| 2010 | Mejor actor protagónico de serie                    | Marlon Moreno                      | Ganador   |
| 2010 | Mejor actriz protagónica de serie                   | Katherine Vélez                    | Ganadora  |
| 2010 | Mejor actriz antagónica de telenovela o serie       | María Adelaida Puerta              | Ganadora  |
| 2010 | Mejor banda sonora de telenovela o serie            | Camilo Vega                        | Nominada  |
| 2010 | Mejor edición de telenovela o serie                 | El Capo                            | Ganadora  |
| 2010 | Mejor arte y fotografía de telenovela o serie       | El Capo                            | Nominada  |
| 2010 | Mejor actor/actriz revelación de telenovela o serie | Bryan Moreno                       | Nominado  |
| 2010 | Mejor actor antagónico de telenovela o serie        | Oscar Borda                        | Nominado  |
| 2010 | Mejor actriz/actor de reparto de telenovela o serie | Marcela Mar                        | Nominada  |
| 2010 | Mejor director de serie                             | Ricardo Gabrielli y Lilo Vilaplana | Ganadores |
| 2010 | Mejor libreto original de serie                     | Gustavo Bolívar                    | Nominado  |

### Premios Nuestra Tierra
- 2010: Mejor banda sonora de telenovela o serie Camilo Vega Ganador